# Paralaophonte meinerti
Paralaophonte meinerti is een eenoogkreeftjessoort uit de familie van de Laophontidae. De wetenschappelijke naam van de soort is voor het eerst geldig gepubliceerd in 1899 door Brady.